# Naftali Temu
Nabiba Naftali Temu (20. dubna 1945 Sotik – 10. března 2003 Nairobi) byl keňský atlet, běžec na dlouhé tratě, olympijský vítěz v běhu na 10 000 metrů z roku 1968 a historicky první keňský běžec, který dokázal na olympijských hrách vybojovat zlatou medaili.

## Sportovní kariéra
Jeho mezinárodní kariéra začala na olympiádě v Tokiu v roce 1964, kde doběhl v maratonu 49. a nedokončil závod na 10 000 metrů.
První mezinárodní úspěch zaznamenal na Afrických hrách 1965 v konžském Brazzaville: výkonem 13:58,4 získal stříbrnou medaili v běhu na 5000 metrů.
O rok později, na hrách Commonwealthu v jamajském hlavním městě Kingstonu v létě 1966, byl čtvrtý v běhu na 3 míle (13:10,4) a v běhu na 6 mil získal zlatou medaili časem 27:14,6 - podlehl mu i tehdejší světový rekordman na 10 000 metrů Australan Ron Clarke.
Životní úspěch zaznamenal na olympiádě v Mexiku v roce 1968, kam přijel jako 10. běžec předolympijských tabulek v běhu na 10 000 metrů. Běh na 10 000 metrů byl první a jedinou finálovou disciplínou zahajovacího dne atletických soutěží mexické olympiády a vysoká nadmořská výška mexického hlavního města přinesla pohromu neafrickým běžcům, ale nejenom jim - vzdal dokonce i keňský držitel afrického rekordu na 10 000 metrů Kipchoge Keino. Pouze Mamo Wolde z Etiopie byl schopen vydržet tempo, které nasadil Temu. Jejich souboj v posledním kole pro sebe rozhodl 50 metrů před cílem Temu. Stal se tak, 13. října 1968, historicky prvním z později tolik početné řady keňských atletů, kteří dokázali na olympijských hrách získat zlatou medaili. O čtyři dny později získal Temu ještě bronzovou medaili v běhu na 5000 metrů. Startoval také v maratonu. Zde běžel až do 30. kilometru v hlavní skupině, poté však odpadl a doběhl devatenáctý.
V dalších letech už takových výkonů nedosáhl: například na hrách Commonwealthu, pořádaných v roce 1970 ve skotském Edinburghu, doběhl na 10 000 metrů až na 18. místě, v podprůměrném čase 30:04,4.
Na olympiádě v Mnichově v roce 1972 v běhu na 10 000 metrů nepostoupil z rozběhu do finále. O rok později skončil s aktivní kariérou.

## Osobní rekordy
- 3 míle 13:10,4 (Kingston 8.8.1966)

- 5000 m 13:36,6 (Berlín 7.9.1971)

- 10 mil 27:14,6 (Kingston 6.8.1966)

- 10 000 m 28:21,8 (Mnichov 3.9.1971)

## Naftali Temu v atletických tabulkách své doby

### světové tabulky v běhu na 6 mil mužů v roce 1966
26:52,0 Ronald Clarke (Austrálie), 1937, 1, Melbourne 20.12.1966
27:14,6 Naftali Temu (Keňa), 1945, 1, Kingston 6.8.1966
27:23,4 Mohamed Gammoudi (Tunisko), 1938, 1, Londýn 8.7.1966
27:23,8 Bruce Tulloh (Velká Británie) 1935, 2, Londýn 8.7.1966
27:23,8 Lájos Mecsér (Maďarsko), 1942, 3, Londýn 8.7.1966
27:24,8 Ray Fowler (Velká Británie), 1934, 4, Londýn 8.7.1966ü
27:26,0 Ronald Hill (Velká Británie), 1938, 5, Londýn 8.7.1966
27:26,4+ Gaston Roelants (Belgie), 1937, 2+, Oslo 12.7.1966 (mezičas v běhu na 10 000 metrů, 28:20,8)
27:30,0+ Michael Freary (Velká Británie), 1938, 1+, Stockholm, 17.9.1966 mezičas v běhu na 10 000 metrů, 28:26,0)
27:30,6 James Alder (Velká Británie), 6, Londýn 8.7.1966

### dlouhodobé světové tabulky v běhu na 6 mil mužů k 31.12.1966
26:47,0+ Ronald Clarke (Austrálie), 1937, 1+ , Oslo 14.7.1965 (mezičas v běhu na 10 000 metrů, 27:39,4)
27:11,6 Williams Mills (USA), 1938, 1, San Diego, 27.6.1965
27:11,6 Gerald Lindgren (USA), 1946, 2, San Diego 27.6.1965
27:14,6 Naftali Temu (Keňa), 1945, 1, Kingston 6.8.1966
27:23,4 Mohamed Gammoudi (Tunisko), 1938, 1, Londýn 8.7.1966
27:23,8 Bruce Tulloh (Velká Británie) 1935, 2, Londýn 8.7.1966
27:23,8 Lájos Mecsér (Maďarsko), 1942, 3, Londýn 8.7.1966
27:24,8 Ray Fowler (Velká Británie), 1934, 4, Londýn 8.7.1966
27:26,0 Ronald Hill (Velká Británie), 1938, 5, Londýn 8.7.1966
27:26,4 Michael Bullivant (Velká Británie), 1934, 1, Londýn 10.7.1964
27:26,4+ Gaston Roelants (Belgie), 1937, 2+, Oslo 12.7.1966 (mezičas v běhu na 10 000 metrů, 28:20,8)

### světové tabulky v běhu na 5000 m mužů v roce 1968
13:27,8 Ronald Clarke (Austrálie), 1937, 1, Londýn 2.9.1968
13:29,2 Lájos Mecsér (Maďarsko), 1942, 1, Stockholm 3.7.1968
13:29,6 Jean Wadoux (Francie), 1942, 1, Paříž 13.6.1968
13:30,8 Mohamed Gammoudi (Tunisko), 1938, 3, Stockholm 3.7.1968
13:33,0 Ahmed Zairi-Zammel (Tunisko), 1944, 4, Stockholm 3.7.1968
13:33,0 Keisuke Sawaki (Japonsko), 1943, 5, Stockholm 3.7.1968
13:33,8 Gerald Lindgren (USA), 1946, 1, Modesto 25.5.1968
13:34,6 Viktor Kudinskij (SSSR), 1943, 6, Stockholm 3.7.1968
13:35,2 Harald Norpoth (SRN), 1942, 7, Stockholm 3.7.1968
13:35,8 Kipchoge Keino (Keňa), 1940, 2, Stockholm 18.7.1968
13:37,0 Werner Girke (SRN), 1940, 4, Paříž 13.6.1968
13:37,6 Naftali Temu (Keňa), 1945, 8, Stockholm 3.7.1968

### světové tabulky v běhu na 10 000 m mužů v roce 1968
27:49,4 Ronald Clarke (Austrálie), 1937, 1, Londýn 29.8.1968
28:04,4 Jürgen Haase (NDR), 1945, 1, Leningrad 21.7.1968
28:06,4 Kipchoge Keino (Keňa) 1940, 2, Leningrad 21.7.1968
28:09,0 Nikolaj Sviridov (SSSR), 1938, 3, Leningrad 21.7.1968
28:12,4 Leonid Mikitěnko (SSSR), 1944, 4, Leningrad 21.7.1968
28:15,3 Evan Maguire (Nový Zéland), 1942, 1, Auckland 17.4.1968
28:17,8 Rex Maddaford (Nový Zéland), 1947, 2, Auckland 17.4.1968
28:23,8 Vjačeslav Alanov (SSSR), 1939, 5, Leningrad 21.7.1968
28:27,2 Lutz Phiipp (SRN), 1940, 1, Kassel 1.8.1968
28:27.4 Naftali Temu (Keňa), 1945, 2, Oslo 11.7.1968

## Naftali Temu v ročních žebříčcích (world rankings) časopisu Track & Field News

### 5000 m
1967 --- 10. místo
1968 --- 6. místo

### 10 000 m
1966 --- 1. místo
1967 --- 1. místo
1968 --- 2. místo